# Coenochilus solidus
Coenochilus solidus är en skalbaggsart som beskrevs av Gilbert John Arrow 1910. Coenochilus solidus ingår i släktet Coenochilus och familjen Cetoniidae. Inga underarter finns listade i Catalogue of Life.